# Felipe Flores
Felipe Ignacio Flores Chandía (ur. 9 stycznia 1987 w Santiago) – chilijski piłkarz występujący najczęściej na pozycji napastnika, obecnie zawodnik CSD Colo-Colo.

## Kariera klubowa
Flores pochodzi ze stołecznego miasta Santiago i jest wychowankiem tamtejszego zespołu CSD Colo-Colo. W chilijskiej Primera División zadebiutował 1 sierpnia 2004 w wygranym 1:0 derbowym spotkaniu z Universidadem de Chile, natomiast premierowego gola w najwyższej klasie rozgrywkowej strzelił dwa miesiące później w konfrontacji z Santiago Wanderers. W 2006 roku wywalczył z drużyną Colo-Colo dwa mistrzostwa kraju – zarówno w wiosennej fazie Apertura, jak i jesiennej Clausura – i dotarł do finału Copa Sudamericana, gdzie jego ekipa ostatecznie przegrała w dwumeczu z Pachucą. Z powodu częstych kontuzji i dużej konkurencji w ofensywie pozostawał jednak rezerwowym drużyny.
Wiosną 2007 Flores na zasadzie wypożyczenia zasilił drużynę CD O’Higgins, w której spędził pół roku, po czym odszedł do Cobreloa. Tam także grał przez sześć miesięcy, będąc czołowym strzelcem zespołu, natomiast podczas sezonu 2008 reprezentował barwy Uniónu Española. W Uniónie szybko został dyscyplinarnie odsunięty od składu i w pierwszej jedenastce występował sporadycznie, a w styczniu 2009 wyjechał do Meksyku, podpisując umowę z tamtejszym drugoligowcem Petroleros de Salamanca. Udane występy zaowocowały transferem do grającego na tym samym poziomie rozgrywek CF La Piedad, gdzie jednak przez kontuzje rzadko wybiegał na plac gry, podobnie jak w drugoligowym Deportes Antofagasta, do którego był wypożyczony wiosną 2010. Latem tego samego roku powrócił do drugiej ligi meksykańskiej, zostając graczem Dorados de Sinaloa.
Po udanym roku spędzonym w Dorados Flores przeszedł do klubu Santiago Morning z siedzibą w swoim rodzinnym mieście, Santiago. Po pół roku po raz drugi w karierze podpisał umowę z Cobreloą.
| Sezon     | Klub                    | Kraj   | Rozgrywki        | Mecze | Bramki |
| --------- | ----------------------- | ------ | ---------------- | ----- | ------ |
| 2004      | CSD Colo-Colo           | Chile  | Primera División | 11    | 1      |
| 2005      | CSD Colo-Colo           | Chile  | Primera División | 12    | 4      |
| 2006      | CSD Colo-Colo           | Chile  | Primera División | 6     | 1      |
| 2007      | CD O’Higgins            | Chile  | Primera División | 14    | 2      |
| 2007      | Cobreloa                | Chile  | Primera División | 16    | 6      |
| 2008      | Unión Española          | Chile  | Primera División | 8     | 1      |
| 2008/2009 | Petroleros de Salamanca | Meksyk | Liga de Ascenso  | 19    | 10     |
| 2009/2010 | CF La Piedad            | Meksyk | Liga de Ascenso  | 9     | 3      |
| 2010      | Deportes Antofagasta    | Chile  | Primera B        | 1     | 0      |
| 2010/2011 | Dorados de Sinaloa      | Meksyk | Liga de Ascenso  | 31    | 11     |
| 2011      | Santiago Morning        | Chile  | Primera División | 11    | 5      |
| 2012      | Cobreloa                | Chile  | Primera División | 19    | 6      |
| 2012      | CSD Colo-Colo           | Chile  | Primera División | 10    | 5      |

## Kariera reprezentacyjna
W 2003 roku Flores został powołany do reprezentacji Chile U–17 na Młodzieżowe Mistrzostwa Ameryki Południowej, gdzie strzelił jednego gola w czterech meczach, natomiast jego kadra odpadła w pierwszej rundzie, nie kwalifikując się na Mistrzostwa Świata w Finlandii. Cztery lata później w barwach reprezentacji U–20 wziął udział w kolejnych Młodzieżowych Mistrzostwach Ameryki Południowej, na których także rozegrał cztery spotkania, bez zdobyczy bramkowej, za to Chilijczycy zdołali awansować na Mistrzostwa Świata U–20 w Kanadzie.
W seniorskiej reprezentacji Chile Flores zadebiutował 22 marca 2012 w wygranym 3:1 meczu towarzyskim z Peru. Premierowego gola w kadrze narodowej strzelił 12 kwietnia tego samego roku, także w sparingu z Peru, tym razem wygranym 3:0.